# Алгермисен
Алгермисен (њем. Algermissen) општина је у њемачкој савезној држави Доња Саксонија. Једно је од 40 општинских средишта округа Хилдесхајм. Према процјени из 2010. у општини је живјело 8.067 становника. Посједује регионалну шифру (AGS) 3254003.

## Географија
Алгермисен се налази у савезној држави Доња Саксонија у округу Хилдесхајм. Општина се налази на надморској висини од 76 метара. Површина општине износи 35,6 km².

## Становништво
У самом мјесту је, према процјени из 2010. године, живјело 8.067 становника. Просјечна густина становништва износи 226 становника/km².